# Gula Mons
Gula Mons is een schildvulkaan op Venus. Gula Mons werd in 1982 genoemd naar Gula, de godin van de geneeskunst in de Mesopotamische mythologie.
De vulkaan heeft een diameter van 276 kilometer en bevindt zich in de Eistla Regio in het noordoosten van het quadrangle Sif Mons (V-31).